# Peter Dutton
Peter Craig Dutton (Brisbane, 1970. november 18. –) ausztrál politikus, aki 2022 májusa óta a Liberális Párt elnöke, és az ausztrál parlament ellenzékének vezére. 2001 óta Dickson választókerület képviselője az Alsóházban.
Dutton Brisbane-ben nőtt fel. Iskolái befejezése után közel egy évtizedig dolgozott rendőrként a queenslandi rendőrségen, majd apjával együtt építőipari vállalkozást vezetett. Tizenévesen csatlakozott a Liberális Párthoz, és a 2001-es választásokon 30 évesen beválasztották a Képviselőházba. A 2004-es választásokat követően foglalkoztatásért felelős miniszterré nevezték ki. A Liberális-Nemzeti Koalíció (vagy egyszerűen csak Koalíció) 2007-es választási veresége után az árnyékkormányba nevezték ki egészségügyi miniszternek, ezt a szerepet a következő hat évben töltötte be.
A Koalíció 2013-as választási győzelmével Duttont egészségügyi és sportminiszterré nevezték ki. 2014 decemberében a bevándorlási és határvédelmi miniszteri posztra helyezték át, ahol kulcsszerepet játszott a Szuverén Határok hadművelet felügyeletében.
Dutton 2021 márciusában védelmi miniszter lett, majd a Koalíció 2022-es vereségét követően Scott Morrison utódja lett a liberális párti elnöki poszton.

## Fordítás
- Ez a szócikk részben vagy egészben  a   Peter Dutton című angol Wikipédia-szócikk ezen változatának fordításán alapul.  Az eredeti cikk szerkesztőit annak laptörténete sorolja fel. Ez a jelzés csupán a megfogalmazás eredetét és a szerzői jogokat jelzi, nem szolgál a cikkben szereplő információk forrásmegjelöléseként.